# Tian Ji'an
Tian Ji'an (田季安), nom de courtoisie Kui (夔), officiellement prince de Yanmen (雁門王), né en 781 ou en 782 et mort le 21 septembre 812, est un général de la dynastie chinoise Tang, qui, en tant que Jiedushi (gouverneur militaire), a gouverné de facto d'une manière indépendante du régime impérial le circuit (la province) de Weibo (魏博), dont le siège était situé dans la moderne Handan (province de Hebei).